# Ivanovets (954)
L'Ivanovets (954) (anciennement R-334 jusqu'en 1998) est une corvette de la classe Tarantul (projet 12411) de la marine russe opérant dans la flotte de la mer Noire. Le navire est attaqué à l'aide de drones maritimes en mer Noire par les forces ukrainiennes le 1er février 2024, puis il est coulé.

## Construction
La quille du R-334 est posée dans le cadre du projet 12411 le 4 janvier 1988 au chantier naval Sredne-Nevski. Numéro de série 211 et portant le numéro de fanion 954, il est lancé le 28 juillet 1989 et mis en service dans la 41e brigade de navires lance-missiles de la mer Noire le 30 décembre 1989,.

## Historique
Après la partition de la flotte de la mer Noire en 1997, le navire est transféré dans la marine russe.
La corvette opère ensuite dans la 295e division de navires lance-missiles « Sulina » de la 41e brigade, basée à Sébastopol.
En novembre 1998, un accord a été conclu entre la 41e brigade de bâtiments lance-missiles de la flotte de la mer Noire et l'administration de la région d'Ivanovo sur les relations de favoritisme.
Le 29 octobre 1998, le navire est rebaptisé Ivanovets à la suite d'un accord conclu entre la 41e brigade et l'administration de l'oblast d'Ivanovo. C'est à cette période qu'est signé un accord de jumelage entre les bâtimentsIvanovets et Chouïa (sister-ship).
Depuis août 2013, la corvette fait l'objet d'importantes rénovations. En septembre 2013, alors qu'elle doit faire partie d'une force opérationnelle de la marine russe en Méditerranée, il est réquisitionné pour assurer la sécurité des Jeux olympiques d'hiver de Sotchi en 2014. Sous le capitaine de 3e classe Nikolaï Chmonov, l'Ivanovets transite avec les navires de l'OTAN dans la mer Noire puis voyage jusqu'aux côtes syriennes.
En 2020, le navire effectue des patrouilles dans la zone des plate-formes pétrolières offshore ukrainiennes de la société Chornomornaftogaz (en) saisies par la Russie,.
En collaboration avec des bâtiments des bases navales de Crimée et de Novorossiïsk, il participe à plusieurs exercices en 2021.
Dans la nuit 31 janvier au 1er février 2024, dans le contexte de l'invasion russe de l'Ukraine, le navire est attaqué et coulé par plusieurs drones navals MAGURA V5 dans la rade du lac Donouzlav. L'équipage comprenait à ce moment-là environ 30 membres. D'après la Russie, la totalité aurait été évacuée. Le ministère russe de la Défense n'a fait aucun commentaire sur le naufrage du navire. Une vidéo prise par l'un des drones marins montre l'attaque de nuit de l'Ivanovets, avant son naufrage par la proue. L'attaque a eu lieu à 12 kilomètres au large de la côte dans le lac Donouzlav à quelques kilomètres du village d'Okounevka,.
La Direction nationale du renseignement d'Ukraine a estimé le coût de la corvette compris entre 60 et 70 millions de dollars.